# Hazen Land
Hazen Land – niezamieszkana wyspa u północnych wybrzeży Grenlandii położona na Morzu Lincolna. Powierzchnia wyspy wynosi 205,7 km², a długość jej linii brzegowej to 85,3 km.